# Barbus guineensis
 Barbus guineensis és una espècie de peix cipriniforme de la família dels ciprínids.

## Morfologia
Els mascles poden assolir els 11,7 cm de longitud total.

## Distribució geogràfica
Es troba a Guinea.